# Harmothoe oculinarum
Harmothoe oculinarum är en ringmaskart som först beskrevs av Vilhelm Ferdinand Johan Storm 1879.  Harmothoe oculinarum ingår i släktet Harmothoe och familjen Polynoidae. Arten har ej påträffats i Sverige. Inga underarter finns listade i Catalogue of Life.